# 난소암
난소암(卵巢癌)은 난소에 발생하는 종양이다. 난소는 세포 분열이 왕성한 다양한 세포가 존재하는 여러 종류의 종양이 존재한다. 일차성 난소 종양은 악성도에 따라 양성 종양, 경계성 종양 및 악성 종양으로 분류할 수 있다. 또한 일차성 난소 종양은 원발 세포에 따라 상피성 암종, 간질성 암종, 생식세포 암종, 성끈간질종양(sex cord-stromal tumor) 등으로 분류할 수 있다. 또한 난소는 혈관분포가 풍부한 장기이기 때문에, 다른 장기의 종양이 전이해 오는 흔한 장소이다. 특히 크루켄 베르크 종양(위암이나 대장암이 유래)이 전이성 난소암 중 가장 흔한 것으로 알려져 있다. 양성 난소 낭종의 경우에는 난소암 또는 난소 종양이 아닌 난소 낭종으로 분류된다. 또한 난소 점거 병변으로 중요한 초콜릿 낭종 (자궁 내막증) 등은 난소 종양에 해당하지 않아 여기에서는 취급하지 않는다.

## 역학
정확한 원인은 알려져 있지 않다. 이 질병은 산업화된 국가에서 많이 발생하고 있다. 미국에서는 1.4%에서 2.5%의 여성(40-60명의 여성 중 1명꼴)이 난소암에 걸릴 수 있으며, 나이가 많은 여성은 고위험군이다. 난소암으로 인한 여성 사망자의 절반 이상이 55세에서 74세의 연령 범위이며, 또한 사망자의 1/4이 35세에서 54세의 연령 범위에 있다. 유제품을 많이 섭취하면, 거의 섭취하지 않는 사람과 골절의 위험은 변하지 않지만, 유제품의 과다 섭취는 전립선암과 난소암의 위험이 증가한다고 알려져 있다.